# Carlo di Borbone in visita alla basilica di San Pietro
Il Carlo di Borbone in visita alla basilica di San Pietro è un dipinto olio su tela di Giovanni Paolo Pannini, realizzato nel 1746 e conservato all'interno del Museo nazionale di Capodimonte, a Napoli.

## Storia e descrizione
Il dipinto è stato realizzato, su espresso ordine di Carlo di Borbone nel 1746, da Giovanni Paolo Pannini, il quale ritrasse la visita del re a Roma, dal papa Benedetto XIV, con cui aveva stretto rapporto di amicizia con la firma del Concordato del 1741, dopo la vittoria delle truppe borboniche su quelle austriache nel 1744 a Velletri. La tela è stata originariamente posta nella reggia di Capodimonte, nel 1806 spostata al palazzo degli Studi e nel 1957 ritornata nel neonato museo di Capodimonte, nella sala 32, nella zona dell'Appartamento Reale.
Nel dipinto viene ritratto il re Carlo a cavallo, dalla foga brillante e mondana, seguito dalle maggiori personalità di Spagna, dinanzi alla facciata della basilica di San Pietro in Vaticano: il pittore è stato testimone oculare dell'evento. Al centro dell'opera sono dipinte le figure protagoniste, contornate da una moltitudine di persone, con l'obiettivo di dare ancora maggior risalto alla scene principale, mentre sullo sfondo i palazzi papali sono dipinti in modo tale da creare un'ottima illusione prospettica.